# Live at the BBC (The Beatles)
Live at the BBC is een dubbel-cd van The Beatles die is uitgebracht in 1994. Deze dubbel-cd bevat niet eerder uitgebrachte liveopnamen die The Beatles maakten voor verschillende radioprogramma's van de BBC in de periode 1963-1965. Op de dubbel-cd zijn veel nummers van andere artiesten te horen die The Beatles speelden tijdens liveoptredens in Liverpool en Hamburg voordat ze bekend werden.

## Nummers

### Schijf 1
1. "Beatle Greetings" (spraak)
2. "From Us to You" (Lennon–McCartney) (niet eerder uitgebrachte variatie)
3. "Riding on a Bus" (spraak)
4. "I Got a Woman" (Charles) (niet eerder uitgebracht nummer)
5. "Too Much Monkey Business" (Berry) (niet eerder uitgebracht nummer)
6. "Keep Your Hands Off My Baby" (Goffin–King) (niet eerder uitgebracht nummer)
7. "I'll Be on My Way" (Lennon–McCartney) (niet eerder uitgebracht nummer)
8. "Young Blood" (Leiber–Stoller–Pomus) (niet eerder uitgebracht nummer)
9. "A Shot of Rhythm and Blues" (Thompson) (niet eerder uitgebracht nummer)
10. "Sure to Fall (in Love with You)" (Perkins–Claunch–Cantrell) (niet eerder uitgebracht nummer)
11. "Some Other Guy" (Leiber–Stoller–Barrett) (niet eerder uitgebracht nummer)
12. "Thank You Girl" (Lennon–McCartney)
13. "Sha La La La La!" (spraak)
14. "Baby It's You" (David–Bacharach–Williams)
15. "That's All Right (Mama)" (Crudup) (niet eerder uitgebracht nummer)
16. "Carol" (Berry) (niet eerder uitgebracht nummer)
17. "Soldier of Love" (Cason-Moon) (niet eerder uitgebracht nummer)
18. "A Little Rhyme" (spraak)
19. "Clarabella" (Pingatore) (niet eerder uitgebracht nummer)
20. "I'm Gonna Sit Right Down and Cry (Over You)" (Thomas–Biggs) (niet eerder uitgebracht nummer)
21. "Crying, Waiting, Hoping" (Holly) (niet eerder uitgebracht nummer)
22. "Dear Wack!" (spraak)
23. "You've Really Got a Hold on Me" (Robinson)
24. "To Know Her Is to Love Her" (Spector) (niet eerder uitgebracht nummer)
25. "A Taste of Honey" (Marlow–Scott)
26. "Long Tall Sally" (Johnson–Penniman–Blackwell)
27. "I Saw Her Standing There" (Lennon–McCartney)
28. "The Honeymoon Song" (Theodorakis–Sansom) (niet eerder uitgebracht nummer)
29. "Johnny B. Goode" (Berry) (niet eerder uitgebracht nummer)
30. "Memphis, Tennessee" (Berry) (niet eerder uitgebracht nummer)
31. "Lucille" (Collins–Penniman) (niet eerder uitgebracht nummer)
32. "Can't Buy Me Love" (Lennon–McCartney)
33. "From Fluff to You" (spraak)
34. "Till There Was You" (Willson)

### Schijf 2
1. "Crinsk Dee Night" (spraak)
2. "A Hard Day's Night" (Lennon–McCartney)
3. "Have a Banana!" (spraak)
4. "I Wanna Be Your Man" (Lennon–McCartney)
5. "Just a Rumour" (spraak)
6. "Roll Over Beethoven" (Berry)
7. "All My Loving" (Lennon–McCartney)
8. "Things We Said Today" (Lennon–McCartney)
9. "She's a Woman" (Lennon–McCartney)
10. "Sweet Little Sixteen" (Berry) (niet eerder uitgebracht nummer)
11. "1822!" (spraak)
12. "Lonesome Tears in My Eyes" (Burnette–Burnette–Burlison–Mortimer) (niet eerder uitgebracht nummer)
13. "Nothin' Shakin'" (Fontaine–Calacrai–Lampert–Gluck) (niet eerder uitgebracht nummer)
14. "The Hippy Hippy Shake" (Romero) (niet eerder uitgebracht nummer)
15. "Glad All Over" (Bennett–Tepper–Schroeder) (niet eerder uitgebracht nummer)
16. "I Just Don't Understand" (Wilkin–Westberry) (niet eerder uitgebracht nummer)
17. "So How Come (No One Loves Me)" (Bryant–Bryant) (niet eerder uitgebracht nummer)
18. "I Feel Fine" (Lennon–McCartney)
19. "I'm a Loser" (Lennon–McCartney)
20. "Everybody's Trying to Be My Baby" (Perkins)
21. "Rock and Roll Music" (Berry)
22. "Ticket to Ride" (Lennon–McCartney)
23. "Dizzy Miss Lizzy" (Williams)
24. "Medley: Kansas City/Hey-Hey-Hey-Hey!" (Leiber–Stoller)/(Penniman)
25. "Set Fire to That Lot!" (spraak)
26. "Matchbox" (Perkins)
27. "I Forgot to Remember to Forget" (Kesler–Feathers) (niet eerder uitgebracht nummer)
28. "Love These Goon Shows!" (spraak)
29. "I Got to Find My Baby" (Clayton) (niet eerder uitgebracht nummer)
30. "Ooh! My Soul" (Penniman) (niet eerder uitgebracht nummer)
31. "Ooh! My Arms" (spraak)
32. "Don't Ever Change" (Goffin–King) (niet eerder uitgebracht nummer)
33. "Slow Down" (Williams)
34. "Honey Don't" (Perkins) (niet eerder uitgebrachte variatie)
35. "Love Me Do" (Lennon–McCartney)